# Andriessen (familie)
Andriessen is een Nederlandse familie van musici en kunstenaars.
Enkele leden van de familie zijn:
- Cornelis Andriessen, (1815-1893), muziekonderwijzer, vader van twaalf kinderen, waaronder de volgende drie zonen:
  - Nicolaas Hendrik Andriessen (1845-1913), organist, koordirigent en componist
    - Willem Andriessen (1887-1964), componist en pianist
    - Hendrik Andriessen (1892-1981), organist en componist
      - Heleen Andriessen (1921-2000), fluitiste, pianiste en tekenares, gehuwd met Lodewijk van der Grinten
        - Frans van der Grinten (1947), cellist, lid van het Gemini-ensemble
        - Hennie van der Grinten (1947) hoboist, lid van het Gemini-ensemble
        - Eugénie van der Grinten (1949) fluitist, lid van het Gemini-ensemble
        - Gijs van der Grinten (1949) violist, lid van het Gemini-ensemble

      - Nico Andriessen (1923-1996), architect
        - Jurriaan Hendrik Andriessen (1951-1991), graficus, schrijver en componist
          - Isabelle Andriessen (1986), beeldend kunstenares

      - Jurriaan Andriessen (1925-1996), componist
        - Gijs Andriessen (1957), componist en filmer

      - Caecilia Andriessen (1931-2019), pianiste en componiste
      - Louis Andriessen (1939-2021), componist

    - Mari Andriessen (1897-1979), beeldhouwer
    - Johanna Cecilia Andriessen (1902-1986), gehuwd met Petrus Johannes Witteman 
      - Wim Witteman (dirigent van het Ricciotti Ensemble)
        - Sylvia Witteman (1965), journalist

      - Paul Witteman (1946), journalist en televisiepresentator (o.a. Pauw & Witteman) met veel aandacht voor muziek (o.a. in het tv-programma Podium Witteman)

  - Hendrik Franciscus Andriessen (1848-1917), kapelmeester en koordirigent van de Sint-Vituskerk in Hilversum
  - Cornelis Andriessen (1865-1947), componist en dirigent